# فتنة (فلم)
'فتنة' هو فيلم من إنتاج السياسي الهولندي خيرت فيلدرز قائد حزب من أجل الحرية يبحث فيه عن علاقة أو تأثير الإسلام والقرآن على الإرهاب.
تم إصدار فيلم فتنة إلى الإنترنت بتاريخ 27 آذار 2008

## ملخص الفيلم
يبدأ الفيلم بصورة داكنة لكتاب يفتح على بياض داكن أيضًا ثم تظهر في يسار البياض الصورة الكاركاتورية للنبي محمد التي اشتهرت من بين الرسوم الدنماركية وبعمامته فتيل قنبلة مشتعل لتظهر جملة تشير للاية 60 من سورة الأنفال ﴿وَأَعِدُّوا لَهُمْ مَا اسْتَطَعْتُمْ مِنْ قُوَّةٍ وَمِنْ رِبَاطِ الْخَيْلِ تُرْهِبُونَ بِهِ عَدُوَّ اللَّهِ وَعَدُوَّكُمْ وَآخَرِينَ مِنْ دُونِهِمْ لَا تَعْلَمُونَهُمُ اللَّهُ يَعْلَمُهُمْ وَمَا تُنْفِقُوا مِنْ شَيْءٍ فِي سَبِيلِ اللَّهِ يُوَفَّ إِلَيْكُمْ وَأَنْتُمْ لَا تُظْلَمُونَ ۝٦٠﴾ [الأنفال:60] مرتلة بصورة إمام صلاة الجماعة في مكة لتظهر بعدها صورة الطائرة التي تخترق أحد برجي مبنى التجارة العالمي في نيوريوك في الحادي عشر من أيلول 2001. ثم صور تفجيرات أخرى وصراخ ليظهر صوت امام يدعو على غير المسلمين.. مع موسيقى تصاعدية واصوات تفجيرات وصراخ ليعود ظهور الصفاحات البيض من الكتاب وهذه المرة تظهر آية 56 من سورة النساء مكتوبة في الصفحة اليسرى وصورة لصفحة من القران في اليمن مع صوت المؤذن ذاته يرتل الآية:﴿إِنَّ الَّذِينَ كَفَرُوا بِآيَاتِنَا سَوْفَ نُصْلِيهِمْ نَارًا كُلَّمَا نَضِجَتْ جُلُودُهُمْ بَدَّلْنَاهُمْ جُلُودًا غَيْرَهَا لِيَذُوقُوا الْعَذَابَ إِنَّ اللَّهَ كَانَ عَزِيزًا حَكِيمًا ۝٥٦﴾ [النساء:56].... ليظهر من بين ايات القرآن شيخ متطرف يصرخ شاتما اليهود وداعياً لذبحهم في إحدى خطب الجمعة ليشهر سيفه، مهددًا بكلمات الله أكبر والمستمعون له يرددون الله أكبر..
ثم يظهر لقاء مؤرشف مع طفلة تدعى بسملة عمرها 3 سنوات ونصف محجبة تسالها المذيعة عن عمرها وعن اعدائها فتقول انهم اليهود لماذا لان الله قال ذلك في القرآن، وماذا قال: قال انهم قردة وخنازير. ثم يظهر شيخ اخر يشتم اليهود ايضًا.
يستمر الفيلم على هذه الوتيرة من ربط الأحداث بتصريحات وخطب ائمة متطرفين مع مشاهد ارشيفية من شاشات عربية لما بثت من اشرطة تنظيم القاعدة في أفغانستان والعراق مع اختيارات من ايات قرآنية.
ثم ينتقل الفيلم ليربط بين تصريحات لخطباء مسلمين حول حكمهم للعالم في المستقبل وجعل الإسلام هو البديل الوحيد وصورة محتملة في المستقبل لهولندا بوجود المسلمين من وجهة نظر النائب فيلدرز الذي يورد اعداد المسلمين فيها منذ 1909 حيث كانوا يبلغون 54 إلى عام 2004 حيث بلغوا 944,000. مع مشاهد لمساجد في هولندا ورجال شرطة يدخلون مسجدًا للصلاة كصورة على غزو الإسلام لهولندا من خلال المسلمين المتواجدين في هذا البلد. وهذه هي رسالة صانع الفيلم الذي دأب على تكرارها. وصور لإعدامات المتهمين باللواط في دول إسلامية واحتمال تكرار المشهد ذاته في هولندا لو حكمها الإسلام حيث يبيح القانون الهولندي زواج المثليات والمثليين. مع قصاصات لعناوين من صحف هولندية بعضها لفيلدرز نفسه وإعلانات سياحية لزيارة مكة لتلاميذ المدارس مجانًا وتدريس الجهاد في المدراس بهولندا.. وتظهر بعد ذلك صورة لبطاقة سياحية لهولندا مليئة بالمساجد مع عبارة تحيات من هولندا. وتتكرر صور فيلدرز بوصفه مطلوبًا للمسلمين.
ليظهر في النهاية جزء من جسم فيلدز قبالة صفحات القرآن بنسخة كبيرة مفتوحة لتمتد يده تمسك بإحدى الصفحات وتختفي الصورة مع صورة تمزيق لصفحة من كتاب، تظهر بعدها مباشرة جملة بالهولندية تقول إن صوت التمزيق هو لصفحة من دليل الهاتف وأن المسؤول عن تمزيق الصفحات المسيئة في القرآن هو واجب على المسلمون. ثم تظهر بعد ذلك الصورة ذاتها لرسمة النبي محمد، وقد انفجرت القنبلة في عمامته لتعود صورة للقرآن وعلى يمينه كلمة فتنة.

## ردود الفعل قبل الإصدار
لقد كان هناك خوف كبير من أن يقوم المسلمون بمظاهرات عنيفة كما حدث نتيجة للرسوم الكرتونية المسيئة للنبي محمد التي تم نشرها في الجريدة الدنماركية يولاندس بوستن عام 2005.
قامت منظمة مكافحة الإرهاب الهولندية من رفع احتمال حدوث عملية ارهابية من «محدود» إلى «محتمل جداً».
أعمال عنف سابقة تضمنت حرق السفارة الدنماركية في سوريا وقتل راهبة كاثوليكية.

## ردود فعل بعد الإصدار
ردة الفعل كانت بسيطة مقارنة بما كان مُتوقع، وقد وصفها بعض السفراء المسلمون ب«ليست بالسوء الذي توقعناه» مضيفين انهم «ارتاحوا جداً لهذه الاخبار».
تتوقع بعض المصادر ان ردة فعل عنفوانية لن تحدث، ما يتعارض مع التهديدات التي نشرها القادة الإسلاميين في الأشهر التي سبقت نشر الفيلم.
ولكن هناك تهديدات بالقتل وصلت إلى وويلدرز والشركة المستضيفة للفيلم.

## انظر ايضًا
- أرنود فان دورن

## روابط خارجية
- مقالات تستعمل روابط فنية بلا صلة مع ويكي بيانات
- رابط الفلم على يوتيوب